# Pieter Bleeker
Pieter Bleeker (Zaandam, 10 luglio 1819 – L'Aia, 24 gennaio 1878) è stato un medico e ittiologo olandese.

## Biografia
Medico militare in seno all'esercito olandese, ha vissuto dal 1842 al 1860 in Indonesia. In questo periodo ha realizzato le sue ricerche sui pesci di quella regione, procurandosi campioni attraverso i pescatori locali ed attraverso una rete di cercatori sulle varie isole dell'arcipelago.
Ha raccolto una collezione di oltre 12.000 campioni, attualmente in gran parte custodita presso il Museo di storia naturale di Leiden. Al suo ritorno nei Paesi Bassi nel 1860, inizia a dedicarsi alla stesura dell'Atlas Ichthyologique, una vasta opera in 36 volumi, illustrata con 1.500 tavole, che verrà completata nel 1878. L'American Museum of Natural History ha ripubblicato l'opera in 10 volumi tra il 1977 e il 1983.
Ha descritto 511 nuovi generi e 1.925 nuove specie, la gran parte delle quali originarie di Giava.

## Alcune opere
- 1859: Enumeratio specierum piscium hucusque in Archipelago indico observatarum, adjectis habitationibus citationibusque, ubi descriptiones earum recentiores reperiuntur, nec non speciebus Musei Bleekeriani Bengalensibus, Japonicis, Capensibus Tasmanicisque. Acta Soc. Sci. Indo-Neerl., v. 6 : i–xxxvi + 1–276.
- 1862-1878: Atlas Ichthyologique des Indes Orientales Néerlandaises
- 1874: Typi nonnuli generici piscium neglecti. Versl. Akad. Amsterdam (Ser . 2) v. 8 : 367–371.

Bleeker ha inoltre pubblicato 730 articoli su vari argomenti, 520 dei quali su argomenti ittiologici.
| Bleeker è l'abbreviazione standard utilizzata per le specie animali descritte da Pieter Bleeker. Categoria:Taxa classificati da Pieter Bleeker |